# Atagün Yalçinkaya
Atagün Yalçinkaya (Altındağ, 14 dicembre 1986) è un pugile turco.

## Palmarès

### Olimpiadi
- 1 medaglia:
  - 1 argento (Atene 2004 nei pesi mosca leggeri)

### Giochi del Mediterraneo
- 1 medaglia:
  - 1 oro (Almeíra 2005 nei pesi mosca)